# Odos
Odos is een gemeente in het Franse departement Hautes-Pyrénées (regio Occitanie). De plaats maakt deel uit van het arrondissement Tarbes. Odos telde op 1 januari 2022 3.291 inwoners.

## Geografie
De oppervlakte van Odos bedroeg op 1 januari 2022 8,77 vierkante kilometer; de bevolkingsdichtheid was toen 375,3 inwoners per km².

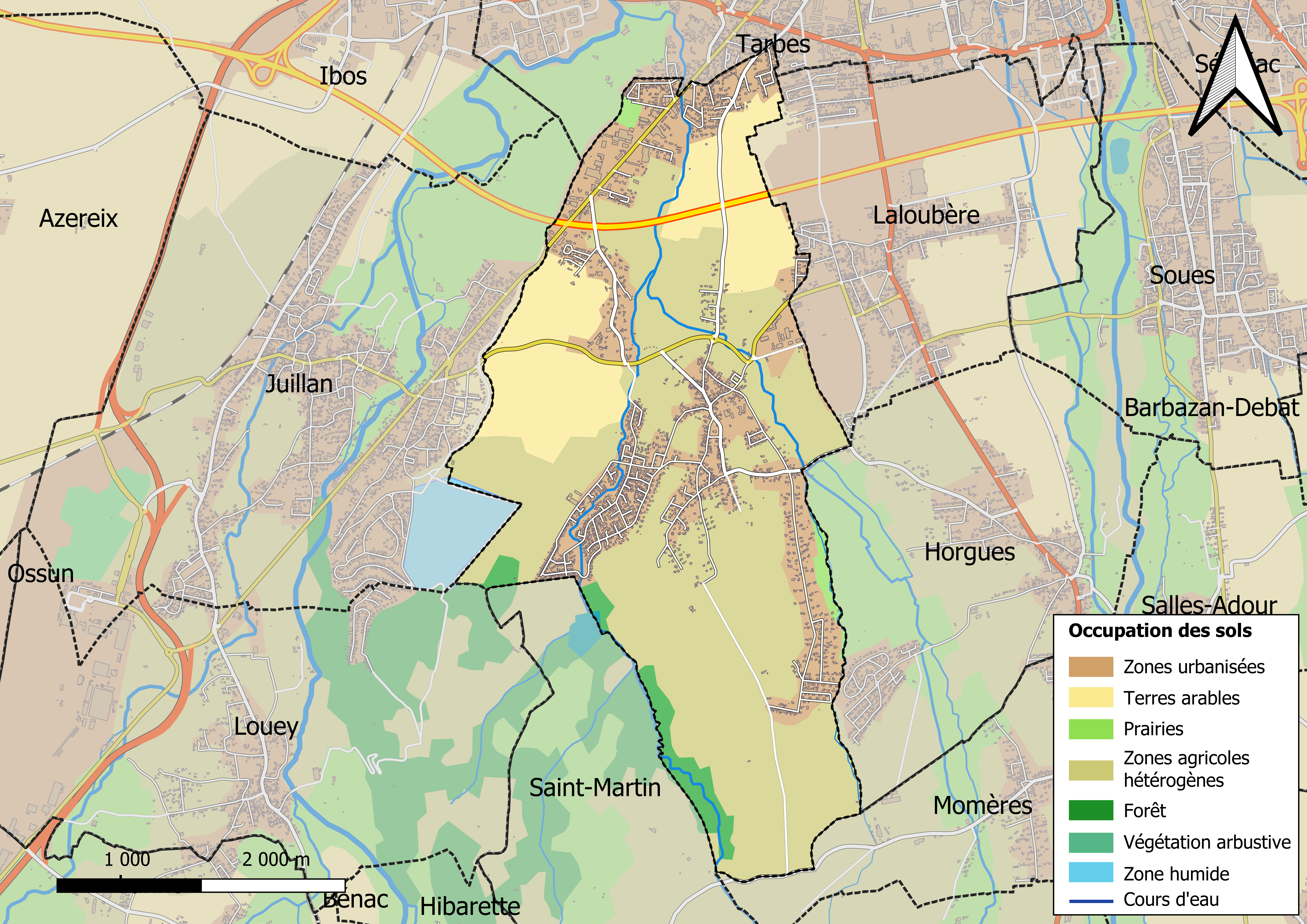
Kaart van de gemeente met belangrijkste infrastructuur, bodemgebruik en omliggende gemeenten

## Foto's

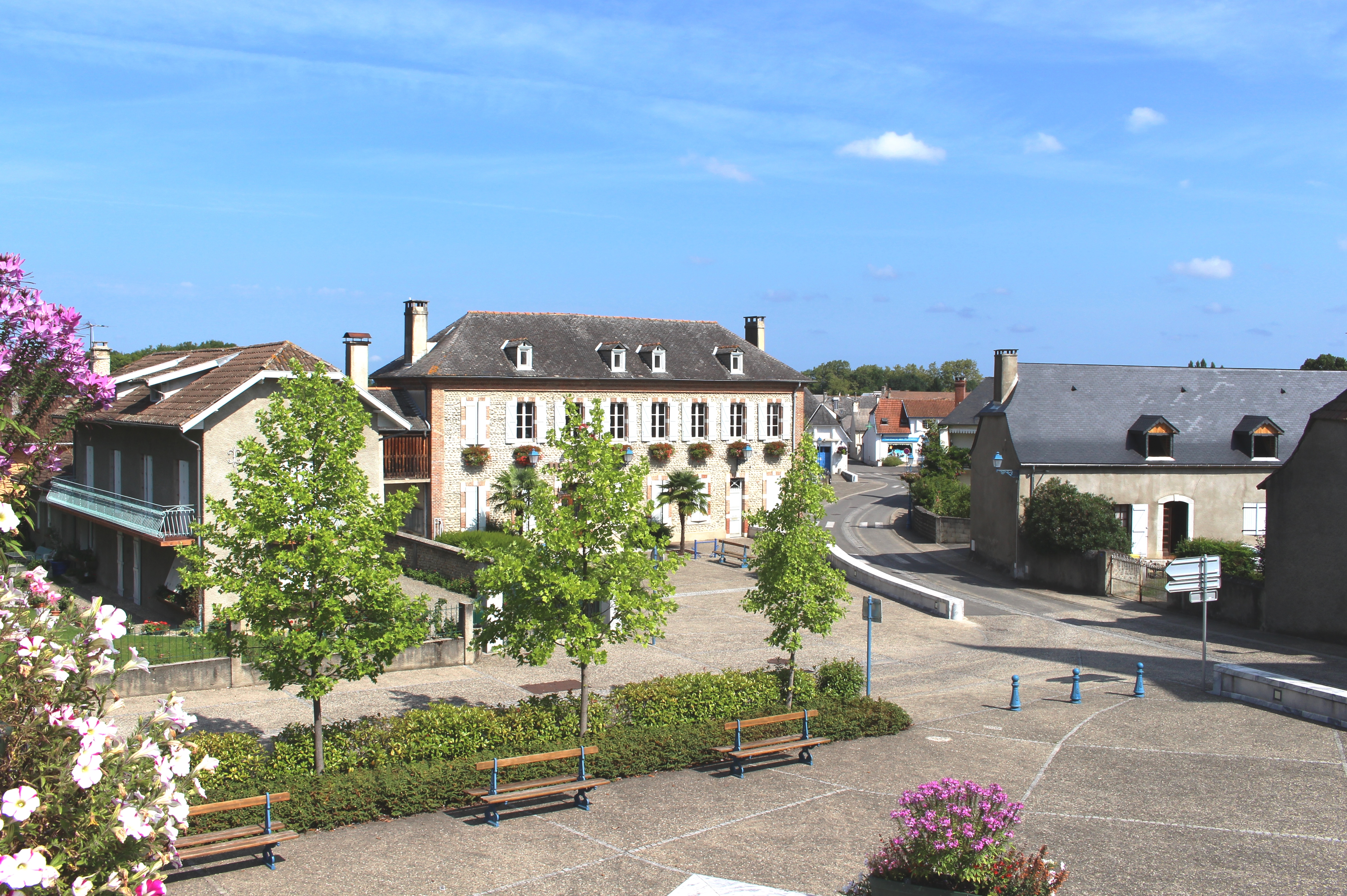
Centrum met gemeentehuis
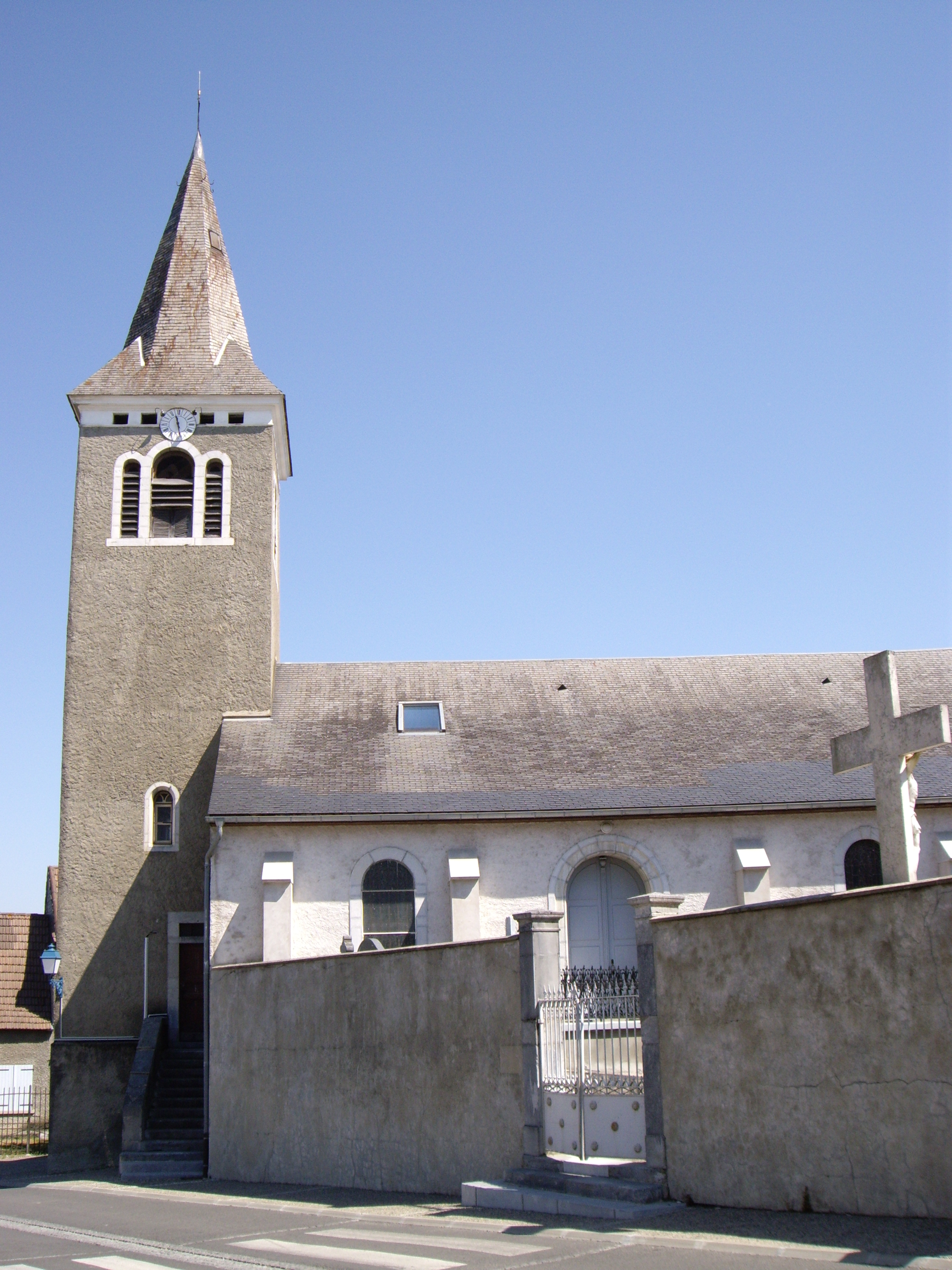
Kerk

## Demografie
Onderstaande figuur toont het verloop van het inwonertal (bron: INSEE-tellingen).